# China Grove (Texas)
China Grove è un comune (town) degli Stati Uniti d'America della contea di Bexar nello Stato del Texas. La popolazione era di 1 179 persone al censimento del 2010. Fa parte dell'area metropolitana di San Antonio. China Grove si trova 9 miglia (14 km) ad est dal centro di San Antonio, il capoluogo della contea.

## Geografia fisica
Secondo lo United States Census Bureau, ha un'area totale di 4,3 miglia quadrate (11 km²).

## Società

### Evoluzione demografica
Secondo il censimento del 2000, c'erano 1,247 persone.

### Etnie e minoranze straniere
Secondo il censimento del 2000, la composizione etnica della città era formata dall'86,93% di bianchi, il 5,93% di afroamericani, lo 0,24% di nativi americani, lo 0,08% di asiatici, il 4,81% di altre razze, e il 2,00% di due o più etnie. Ispanici o latinos di qualunque razza erano il 22,53% della popolazione.